# 大中華膠
大中華膠（だいちゅうかこう、ダー ジョンホア ジャオ）、別名中華膠または中共膠とは、大中華主義や中国共産党を自発的に支持する海外華僑ネットユーザーを指す言葉である。この言葉には侮蔑的な意味合いが含まれており、特にマレーシアやシンガポールの華人コミュニティで広く使われている。
ここでの膠とは、論理や常識に反する言論、また「自分は中国人である」「中華民族である」と他人にも強制するような強い所有欲を表す。異なる国籍や民族の人々をあいまいにひとまとめにして中華民族と称する傾向がある。代表的な発言としては、「どこの国籍に変わっても、あなたの体の中には中国人の血が流れている」とか、「華人である限り、中国を支持しなければならない」などがある。こうした人物たちは、世界中の中文ネットのコメント欄に出没している。
「大中華膠」は必ずしも社会主義や共産主義を支持しているわけではないが、多くは中国共産党もしくは中国国民党の支持者である。というのも、彼らはこの2党が他の中国の政治勢力よりも中国の大一統思想に近いと考えているためである。したがって、政治スペクトル上では極右に位置づけられる。

## 語源
「中華膠」という言葉は、香港のネットユーザーが使う「左膠」から派生したものである。「左膠」は左派的な理想主義を過度に強調しすぎて思考が硬直している人を指す。その「膠」は、香港のネットスラングである「硬膠」から来ており、「硬膠」は広東語の罵倒語「戇鳩（アホの意）」の当て字・諧音で、愚かさを意味する。

## 起源と変遷
「中華膠」という現象の起源は、20世紀初頭の中国人の海外移住にまでさかのぼる。海外で定住した華人が、中国に対して特別な「中国情結」（または大中華主義的な）イデオロギーを持ち続ける現象を指している。
これは中国民族主義とは異なり、中国国籍を持つ者はすべて中華民族に属するとする主張や、中国共産党・国民党の統治文化に憧れを抱く人々を含む。
また、一部の華人は、人種的不平等や差別の多い環境の中で、外部に存在する強大な中国に自分たちを守ってもらいたいという願望を抱き、近年の中国の台頭とその影響力の拡大により、民族的な誇り（いわゆる「大中華情結」）が強まった。
インターネットとグローバル化の時代になると、ネット上の情報はさまざまな統一戦線的なプロパガンダの影響を受けやすくなった。そのため、ネットユーザーが中国（共産党）を盲目的に礼賛し、その言論を擁護するようになる傾向が見られる（中港矛盾も参照）。
2019年には香港で2019年-2020年香港民主化デモが大規模に発生し、マレーシア・シンガポール地域のネット上でも賛否両論の立場を持つネットユーザー同士で激しい議論が展開された。
一部のネットユーザーは中国共産党の大外宣（対外宣伝）政策に歩調を合わせ、中国政府や共産党の主張に傾倒し、中国の利益を盲目的に賛美する言論を展開した。こうした現象は「中共膠」と揶揄されることもある。

## 論調の特徴
「中華膠」の主な論調は、あらゆる親中国的な現象を支持する言論が中心である。人種平等を掲げながらも、実際には移民労働者や難民に対して差別的であり、宗教面ではイスラム教やキリスト教に強い恐怖心や敵意を抱いており、クリスマスに対しても執拗に批判を加える。たとえば、キリスト教文化が中華文化を消し去ったと主張したり、「孔子の誕生日こそが本当のクリスマスだ」とする意見も見られる。
また、「中立」を装いながら、わざと事実を混同させたり歪曲する手法も用いる。たとえば、「中共膠」という呼称の本来の意味をねじ曲げ、それを批判する人々があたかも「すべての中国人を攻撃している」と訴えることで、批判の矛先をそらそうとする。
民主主義体制の国に住み、言論の自由を享受していながら、中国の言論統制を擁護し、むしろ非民主的な体制こそ正しいと主張する場合すらある。
よく見られるもう一つの主張としては、「祖国は中国だ」と強調するものがあり、祖籍と祖国という概念を意図的に混同させる。また、中国以外の地域に住む華人を二等公民と見なす傾向もある。
そのため、「中国（中共）が強くなれば、全世界の華人が恩恵を受ける」と信じている。また、「中国は西洋の民主主義制度を必要としていない」として、自らの優越性を強調する言論も見られる。
中華膠はまた、大一統思想への強い執着を示し、台湾独立運動、新疆独立運動、香港独立運動などの民族独立運動に対して反対、時には憎悪的な姿勢すら取る。さらに「中共膠」は、繁体字使用者を侮辱したり、「中国語を使うな」と反対派に言い放ったりすることもあり、彼らを漢奸（裏切り者）とみなすことさえある。
もっとも、「中共膠」の言論の根底には、中華文化、文明、中国の歴史、伝統に対する強い愛着や情熱が存在する。そして、中華文明は他のすべての文明よりも優れていると信じている場合もあるが、他の文化の存在や発展を必ずしも排斥しているわけではない。

## 社会的評価

### マレーシア
マレーシアの文筆家であり出版社の発行人でもある林韋地は、「中華膠」は「政治的」なイデオロギーであり、極端な大中華民族主義（すなわちファシズム）であると考えている。それは民族的な被抑圧感情を土台とし、華人の団結や華人の人種的優越性を強調し、西洋・台湾独立・香港独立への敵視を通じて華人の団結を図ろうとするものであるとし、そのため政治スペクトラム上では極右に位置づけられる。
《東方日報（マレーシア）》の社会評論家である鄭博夫は、「中華膠」の言説を批判し、いくつかの特徴を挙げている。第一に中国を「祖国」と称すること、第二に「祖国を支持しなければ漢奸（裏切り者）」と断定すること、第三に知識不足かつ自己矛盾、第四に独立した思考力がなく、識別能力に乏しいこと、第五に保守的で消極的だが想像力だけは豊かであること。彼は、「中華膠」の言論は民族主義という狭い枠にとどまるのではなく、正義・公正・言論の自由といった普遍的価値観に基づくべきだと主張している。
また《東方日報》の評論家である莊仁傑は、「大中華膠」は中共政府への盲目的な支持を見せる一方で、その主張の論拠は脆弱で感情的（場合によっては強引）であり、異なる意見に対して非合理な攻撃を行い、自らの言説対象については無知であり、問題点を示す証拠や論理を無視する傾向にあると指摘する。代わりに奇妙な詭弁を用いて議論をすり替えようとする傾向が強く、その非合理的な態度や「自らの理屈を他者に強制する」姿勢こそが、「大中華膠」と揶揄される最大の理由だとしている。
《當今大馬》のコラムニスト・黄麒達は、「中華膠」の思考法は未知への理解を深めるためのものではなく、異論を封じ込めることで自らの表面的に完結した価値観に亀裂が生じないようにするためのものだと批判している。つまり、「中共膠」の根本的な思考法は、独立した思考をせず「存在するものはすべて正しい」と信じる態度であり、そうした姿勢こそが専制・独裁体制の温床になるのだという。黄は「中華膠」の論調を次の4段階に分類している──①立場の繰り返し、②都合の悪い事実を無視、③白黒の区別がつかない、④怒りにまかせる。
《星洲日報》のコラムニスト・安煥然は、「中華膠」の立場や思考に強い違和感を表明し、もし「中華膠」が自らの文化的基盤を否定し、何事も「大中華化」に依存するならば、かえって華人社会の分断を深めるだけだと述べている。
《中国報》のコラムニスト・林楚傑は、「中華膠」が各種掲示板やコメント欄で南シナ海問題において自国の立場を擁護せず、むしろ中国による違法な侵略行為を擁護し、自国の主権を守ろうとする人物を罵倒していると批判している。彼は、「中国を祖国とみなす」思想は一方的な思い込みであり、長期的な妄想の症状に近いとも述べている。また、マレーシアの憲法は民族の母語教育、12年間の無料教育、医療福祉、投票・被選挙権を保障しているにもかかわらず、「中華膠」は自分を二等市民のように扱い、現実には良い生活をしているにも関わらず、あたかも国家に見捨てられたかのように振る舞い、ネットで「祖国頑張れ」と叫び、「戦狼」が救ってくれると妄想するばかりで、実際にはロヒンギャよりも立場が弱いわけではないと糾弾した。

### 台湾
《關鍵評論網》のコラムニスト・許劍虹は、「大中華膠」は中国人民解放軍が自分たちを救うためにマレーシアを攻撃することを望んでいたり、あるいは中国本土からの移民がマレー半島に流入してマレー人の人口を置き換えることを期待しているが、これらはいずれもマレーシア華人の権益を促進する発想ではないと述べている。むしろ、「大中華膠」の考えが過激になるほど、マレーシア国民の中共に対する敵意は強まり、アメリカ軍のシンガポールおよびマレーシアでの存在が歓迎される状況が強まると指摘した。
《關鍵評論網》のコラムニスト・馮垂華は、「中華膠」の現象は単なる「中華情結」や「政治的剝奪感」だけでなく、中国による紅色滲透の影響を考慮すべきだと論じている。マレーシア華人社会の歴史的特殊性により、中国による「紅色浸透」が比較的容易に成功し、「中国」への認同が形成されやすくなっているが、そのような認同は純粋に文化的なものではなく、強い政治的色彩を持っており、西側の民主社会からの批判に対抗するための動員に利用されやすいと述べている。「中華膠」や「中華情結」といった言葉よりも、「紅色認同」という用語の方が、こうした中国の政治的影響力をより正確に表現できるとしている。